# Колмея (Токантинс)

Колмея на карте штата.

Колмея (порт. Colméia) — муниципалитет в Бразилии, входит в штат Токантинс. Составная часть мезорегиона Западный Токантинс. Входит в экономико-статистический микрорегион Мирасема-ду-Токантинс. Население составляет  8 611 человек на 2010 год. Занимает площадь 990,720 км². Плотность населения — 8,69 чел./км².
Праздник города —  14 мая. 

## История
Город основан в 1982 году.

## Демография
Согласно сведениям, собранным в ходе переписи 2010 г. Национальным институтом географии и статистики (IBGE), население муниципалитета составляет:
| Полное население                               | Полное население                               | Полное население                               | Полное население                               | 8 611 |
| ---------------------------------------------- | ---------------------------------------------- | ---------------------------------------------- | ---------------------------------------------- | ----- |
| в том числе:                                   | Городское население                            | 6 370                                          | Процент городского населения, %                | 73,98 |
|                                                | Сельское население                             | 2 241                                          | Процент сельского населения, %                 | 26,02 |
|                                                | Мужское население                              | 4 368                                          | Процент мужского населения, %                  | 50,73 |
|                                                | Женское население                              | 4 243                                          | Процент женского населения, %                  | 49,27 |
| Плотность населения, чел/км²                   | Плотность населения, чел/км²                   | Плотность населения, чел/км²                   | Плотность населения, чел/км²                   | 8,69  |
| Население муниципалитета в % к населению штата | Население муниципалитета в % к населению штата | Население муниципалитета в % к населению штата | Население муниципалитета в % к населению штата | 0,62  |

По данным оценки 2016 года население муниципалитета составляет 8 522 жителя.

## Статистика
- Валовой внутренний продукт на 2003 составляет 24.095.028,00 реалов (данные: Бразильский институт географии и статистики).
- Валовой внутренний продукт на душу населения на 2003 составляет 2.509,90 реалов (данные: Бразильский институт географии и статистики).
- Индекс развития человеческого потенциала на 2000 составляет 0,684 (данные: Программа развития ООН).

## География
Климат местности: тропический.

## Важнейшие населенные пункты
| № | Населённый пункт | Населённый пункт (порт.) | Категория | Население чел. (2010) | На карте                       |
| - | ---------------- | ------------------------ | --------- | --------------------- | ------------------------------ |
| 1 | Колмея           | Colméia                  | город     | 6 370                 | 8°43′54″ ю. ш. 48°45′23″ з. д. |
| 2 | Гояни-дус-Кампус | Goiany dos Campos        | поселок   | 264                   | 8°39′09″ ю. ш. 48°51′03″ з. д. |